# Dulkowszczyzna
Dulkowszczyzna – wieś w Polsce położona w województwie podlaskim, w powiecie augustowskim, w gminie Lipsk.
W latach 1975–1998 miejscowość administracyjnie należała do województwa suwalskiego.
W latach 1943–1944 Anna i Stanisław Krzywiccy, małżonkowie mieszkający w Dulkowszczyźnie, ukrywali w swoim gospodarstwie przed prześladowaniami rodzinę Trachtenbergów. 15 grudnia 2009 r. zostali odznaczeni medalami Sprawiedliwych wśród Narodów Świata. 